# 캠 걸스
《캠 걸스》(영어: Cam)는 2018년 공개된 미국의 공포 영화이다. 2018 판타지아 국제 영화제에서 전 세계 최초로 상영되었으며, 2018년 11월 18일 넷플릭스를 통해 전 세계 동시 공개되었다.

## 출연

### 주연
- 매들린 브루어
- 패치 다라그

### 조연
- 데빈 드루이드
- 사만다 로빈슨
- 멜로라 월터스